# سویو
سویو (به کره‌ای: 소유) با نام اصلی کانگ جی-هیون (به کره‌ای: 강지현) (زاده ۱۲ فوریه ۱۹۹۲) خواننده اهل کره جنوبی است. او عضو سابق گروه پاپ کره‌ای "سیستار" بوده‌است.